# 谷口善章
谷口 善章（たにぐち よしあき）は、元アマチュア野球選手（投手）。

## 来歴・人物
PL学園高校でエースの田代克業がいたために控え投手として登録されていたが、1971年の夏の甲子園大阪大会の3回戦で東住吉工業高校を相手にノーヒットノーランに抑える。同年の第53回全国高等学校野球選手権大会の出場を果たしたが、1回戦で福田功らがいた郡山高校に敗れた。高校同期に行澤久隆がいた。
その年のドラフト会議で阪神から8位指名を受けたが入団を拒否し、三協精機に入社した。
三協精機では、1973年の都市対抗野球と1974年の都市対抗野球に出場し、1974年の第29回全国社会人野球東京大会では、優秀選手に、同年の第22回全国社会人野球静岡大会では、敢闘賞に、それぞれ選出された。